# إدارة الصيانة بالحاسب الآلي

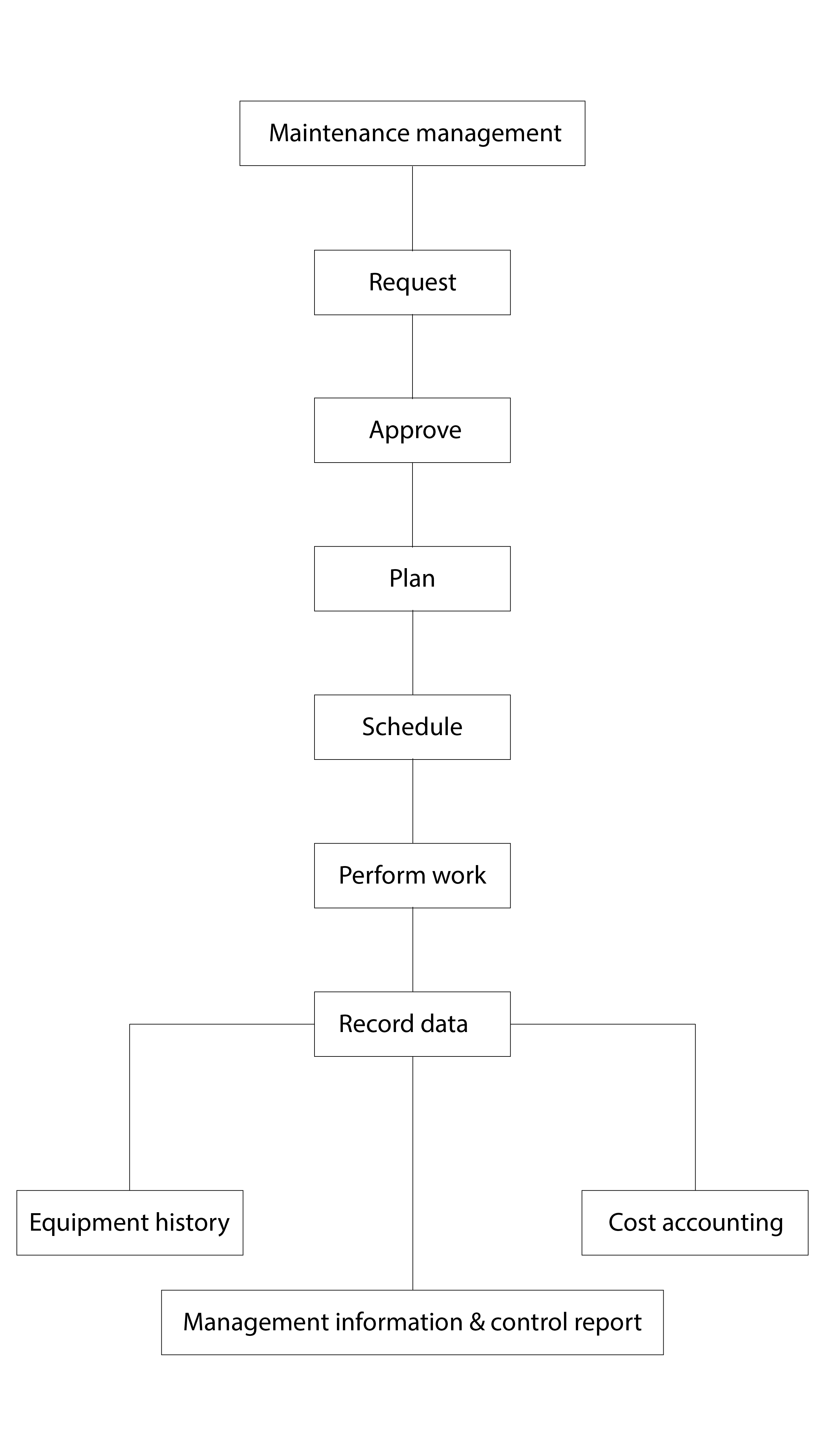

أنظمة إدارة الصيانة المحوسبة أو نظم إدارة الصيانة بالحاسب الآلي (Computerized Maintenance Management System, CMMS) هي عبارة عن حزم برمجية تعمل على أجهزة الحاسبات الآلية ومهمتها تنظيم الصيانة بالمنشآت الصناعية.
يستخدم المحترفون أنظمة إدارة الصيانة بالحاسب الآلي في التخطيط، والإدارة، وتحسين عمليات الصيانة وجعلها قياسية. عند استخدام هذه الأنظمة بكفاءة، فإن ذلك ينتج عنه زيادةٌ في عُمر الالآت، وتخفيضٌ في التكلفة العامة، وزيادة في درجة الاعتمادية والانتاجية. يوجد العديد من الفوائد التي يُمكن الحصول عليها من وراء استخدام أنظمة إدارة الصيانة بالحاسب الآلي وتتضمن هذه الفوائد:
- تسريع العمل عبر أتمتة مهام الصيانة الدورية
- سهولة توثيق أعمال الصيانة ومتابعتها
- رقمنة عملية الصيانة والتخلص من الأوراق
- تنظيم المخازن وتحسين أرقام توفر قطع الغيار
- الحصول على رؤية شاملة لحالة الاصول المتعلقة بالعمل وتحديد المشكلات مبكرا

## تحتوي معظم برامج إدارة عمليات الصيانة على الاجزاء التالية
1. شجرة المعدات والمواقع
2. سجلات الادوات
3. سجلات الافراد
4. مستخرج التقارير
5. سجلات طلبات العمل
6. جداول الفحوصات والمدد الزمنية للصيانة
7. ساعات العمل = قيمة العمل

## الوظائف الأساسية لبرامج إدارة عمليات الصيانة بالحاسب الآلي:[4]
- إدارة الأصول، بحيث تتمكن من الوصول إلى جميع المعلومات حول كل قطعة من المعدات في أي وقت
- جدولة المهام وميزات الصيانة الوقائية، بحيث يمكنك جدولة عمليات التفتيش الروتينية
- الإبلاغ عن الأعطال وميزات الصيانة التفاعلية لحل أي أعطال غير متوقعة بالمعدات
- إدارة المخزون، للتحكم في المخزون وتجنب نفاذه
- إنشاء طلبات صيانة من أي موظف أو عميل، مما يجعل اكتشاف الأعطال أسرع
- إجراء عمليات تدقيق على المعدات والبنى التحتية الخاصة بك
- مراقبة استهلاك الطاقة، مثل المياه والغاز والضوء من المباني الخاصة بك
- تطبيق CMMS المحمول لفنيي الصيانة وغيرهم من الموظفين
- تقارير الأداء، لأن هناك دائمًا مجال للتحسين